# Koszty rodzajowe
Koszty rodzajowe w rachunkowości – inaczej koszty w układzie rodzajowym, to koszty proste bieżącej działalności, które zostały poniesione w danym okresie sprawozdawczym, przedstawione w podziale na rodzaje. Koszty rodzajowe informują o wartości i rodzaju kosztów, które zostały poniesione w ramach podstawowej działalności operacyjnej (działalności statutowej) prowadzonej przez jednostkę gospodarczą. 
Przykładowa prezentacja kosztów rodzajowych:
1. Zużycie materiałów i energii:
  - zużycie materiałów podstawowych i pomocniczych,
  - zużycie opakowań,
  - zużycie materiałów biurowych,
  - zużycie energii elektrycznej i cieplnej,
  - zużycie ciepłej i zimnej wody,
  - zużycie gazów,
  - zużycie pary wodnej.
2. Usługi obce:
  - transportowe,
  - budowlane,
  - remontowe,
  - składowania,
  - łączności (telekomunikacyjne, pocztowe itp.),
  - poligraficzne,
  - informatyczne,
  - bankowe,
  - wykonanie ekspertyz i badań,
  - tłumaczenie tekstu,
  - pozostałe usługi np. (pranie odzieży, utrzymanie czystości).
3. Podatki i opłaty:
  - podatek od nieruchomości,
  - podatek od środków transportu,
  - podatek akcyzowy,
  - opłaty skarbowe,
  - opłaty sądowe i notarialne,
  - opłaty za wieczyste użytkowanie gruntów,
  - roczne opłaty licencyjne uprawniające do wykonywania działalności.
4. Wynagrodzenia:
  - wartości wynagrodzenia brutto wypłacanego w formie pieniężnej,
  - wartości świadczeń w naturze bądź ich ekwiwalent,
5. Ubezpieczenia społeczne i inne świadczenia z tytułu wynagrodzeń:
  - składki z tytułu ubezpieczeń społecznych opłaconych ze środków pracodawcy,
  - składki na fundusz pracy,
  - składki na zakładowy fundusz świadczeń socjalnych,
  - odzież ochronna i robocza,
  - świadczenia rzeczowe związane z bezpieczeństwem i higieną pracy,
  - szkolenie pracowników,
  - dopłaty do okresowych biletów za dojazdy pracowników do pracy.
6. Amortyzacja:
  - planowe zużycie środków trwałych,
  - planowe zużycie wartości niematerialnych i prawnych.
7. Pozostałe koszty:
  - ubezpieczenia majątkowe,
  - koszty krajowych i zagranicznych podróży służbowych,
  - koszty reprezentacji i reklamy,
  - koszty wynajęcia kwater lub ryczałtu za noclegi w przypadku czasowego zatrudnienia pracowników poza miejscem stałego zatrudnienia,
  - wypłaty ryczałtów za używanie przez pracowników własnych samochodów dla celów służbowych.

Koszty rodzajowe ujmowane są na kontach zespołu 4 Zakładowego Planu Kont (Koszty według rodzaju i ich rozliczanie). Do kosztów ujmowanych w zespole 4 nie zalicza się m.in. kosztów przypadających, zgodnie z zasadą współmierności, na bieżący okres, ale jeszcze nieponiesionych (rozliczeń międzyokresowych biernych), kosztów związanych z utrzymaniem inwestycji w nieruchomości i wartości niematerialne i prawne, kosztów działalności socjalnej (zakładowych stołówek, hoteli robotniczych). Układ rodzajowy kosztów jest wykorzystywany dla potrzeb sprawozdawczości finansowej: 
- jednostki gospodarcze sporządzające rachunek zysków i strat w wersji porównawczej wykazują w nim koszty według rodzaju;
- jednostki prezentujące kalkulacyjny rachunek zysków i strat ujawniają dane o kosztach rodzajowych w informacji dodatkowej.

Informacje o kosztach według rodzaju są w małym stopniu przydatne do zarządzania przedsiębiorstwem, ponieważ nie pokazują, w jakim celu zostały poniesione koszty. Stanowią one jedynie punkt wyjścia do dalszego rozliczania kosztów według miejsc ich powstawania oraz do kalkulacji kosztów różnych obiektów, w tym m.in. produktów.